# Mississauga—Erindale
Pour la circonscription provinciale, voir Mississauga—Erindale (circonscription provinciale).
Circonscription électorale fédérale du Canada
Mississauga—Erindale est une ancienne circonscription électorale fédérale canadienne située en Ontario.

## Géographie
La circonscription était située dans le sud de l'Ontario et représentait la ville de Mississauga.
Les circonscriptions limitrophes étaient Halton, Mississauga—Brampton-Sud, Mississauga-Est—Cooksville, Mississauga-Sud, Mississauga—Streetsville et Oakville.      

## Historique
La circonscription de Mississauga–Erindale est créée en 2003 à partir des circonscriptions de Mississauga-Centre et Mississauga-Ouest. Dissoute lors du redécoupage de 2012, la circonscription est redistribuée parmi Mississauga—Erin Mills, Mississauga-Centre et Mississauga—Lakeshore.

## Députés
| Législature                                                                            | Années    | Député               | Parti | Parti        |
| -------------------------------------------------------------------------------------- | --------- | -------------------- | ----- | ------------ |
| Mississauga–Erindale issue de parties de Mississauga-Est et de Mississauga-Ouest       |           |                      |       |              |
| 38e                                                                                    | 2004–2004 | Carolyn Parrish (en) |       | Libéral      |
| 38e                                                                                    | 2004–2006 | Carolyn Parrish (en) |       | Indépendante |
| 39e                                                                                    | 2006–2008 | Omar Alghabra        |       | Libéral      |
| 40e                                                                                    | 2008–2011 | Bob Dechert (en)     |       | Conservateur |
| 41e                                                                                    | 2011–2015 | Bob Dechert (en)     |       | Conservateur |
| Redistribuée parmi Mississauga—Erin Mills, Mississauga-Centre et Mississauga—Lakeshore |           |                      |       |              |